# Legacy Recordings
Legacy Recordings é uma divisão do catálogo da Sony Music Entertainment. Foi fundada em 1990 pela CBS Records (rebatizada como Sony Music em 1991) sob a liderança de Jerry Shulman, Richard Bauer, Pacheco e Gary Herot Amy (do Departamento de Marketing e Desenvolvimento) para lidar com reedições de gravações antigas dos vasto catálogo da Columbia Records, Epic Records e rótulos associados. Hoje a divisão lida também com outros arquivos da Sony Music que vem das gravadoras pertencentes a mesma: RCA, J Records, Windham Hill, RCA Victor, Arista, Buddah Records, Philadelphia International Records e Sony BMG Nashville. 